# بیورن فلوبرگ
بیورن فلوبرگ (نروژی: Bjørn Floberg؛ زادهٔ ۱۲ سپتامبر ۱۹۴۷) یک بازیگر اهل نروژ است. وی از سال ۱۹۷۲ میلادی تاکنون مشغول فعالیت بوده‌است.
از فیلم‌هایی که وی در آن نقش داشته است، می‌توان به ناهار، تشویش، اونو، بی‌خوابی، دنیای سوفی، من دینا هستم، به‌هوای دزدیدن اسب‌ها، یک مرد تا حدی مهربان و کینگزمن: سرویس مخفی اشاره کرد.